# Castelo (Guntín)
Castelo (llamada oficialmente San Salvador de Castelo de Pallares) es una parroquia española del municipio de Guntín, en la provincia de Lugo, Galicia.

## Otras denominaciones
La parroquia también es conocida por los nombres de El Salvador de Castelo y O Salvador de Castelo.

## Organización territorial
La parroquia está formada por ocho entidades de población, constando siete de ellas en el nomenclátor del Instituto Nacional de Estadística español:
- Alvarín
- Cabanas
- Castelo Grande
- Castelo Pequeno
- Grazós
- Mirío
- San Martiño
- Sanxillao (San Xillao)

## Demografía
| Gráfica de evolución demográfica de Castelo entre 2000 y 2020 |
|                                                               |
| Datos según el nomenclátor publicado por el INE.              |